# کاستکاتر
کاستکاتر (انگلیسی: Costcutter) شرکت خرده‌فروشی بریتانیایی است، که در سال ۱۹۸۶ تأسیس شد.